# Neoaliturus fenestratus
Neoaliturus fenestratus är en insektsart som beskrevs av Herrich-schaeffer 1834. Neoaliturus fenestratus ingår i släktet Neoaliturus och familjen dvärgstritar. Arten har ej påträffats i Sverige. Inga underarter finns listade i Catalogue of Life.